# Bogusław Turek
Bogusław Stanisław Turek CSMA (ur. 20 października 1964 w Wojtkowej) – polski duchowny rzymskokatolicki, michalita, doktor nauk teologicznych specjalizujący się w teologii dogmatycznej, podsekretarz Dykasterii Spraw Kanonizacyjnych (do 2022 Kongregacji Spraw Kanonizacyjnych) od 2010.

## Życiorys
W roku 1982 wstąpił do Zgromadzenia Świętego Michała Archanioła i w tymże zakonie złożył profesję wieczystą 28 czerwca 1988. 2 lipca 1989 otrzymał święcenia kapłańskie. Uzyskał doktorat z teologii dogmatycznej na Papieskim Uniwersytecie Świętego Tomasza z Akwinu. Pracował m.in. jako mistrz zakonnego nowicjatu we Włoszech oraz jako ekonom i radny prowincjalny. Od 1994 pracuje w Kongregacji Spraw Kanonizacyjnych, od 2009 był kierownikiem jednego z biur tejże dykasterii. 29 grudnia 2010 papież Benedykt XVI mianował go podsekretarzem Kongregacji Spraw Kanonizacyjnych.
W 2024, za zasługi w pielęgnowaniu pamięci oraz dokumentowaniu prawdy o Polakach ratujących Żydów podczas II wojny światowej, otrzymał Złoty Krzyż Zasługi.